# Westgriechenland
Westgriechenland (griechisch Δυτική Ελλάδα Dytikí Elláda [ðitiˈkʲi ɛˈlaða]) ist eine Region (περιφέρεια periféria) Griechenlands. Ein Teil befindet sich an der Südwestküste des griechischen Festlands vor den Ionischen Inseln um die Mündung des Flusses Acheloos, der andere Teil bildet die Nordwestecke der Halbinsel Peloponnes. Seit 2004 sind beide Gebiete durch die Rio-Andirrio-Brücke über eine Meerenge zwischen dem Golf von Patras und dem Golf von Korinth miteinander verbunden. Westgriechenland hat etwa 680.000 Einwohner, von denen knapp ein Viertel in der Hauptstadt Patras lebt.
Im antiken Zusammenhang versteht man unter den Westgriechen stattdessen die Bewohner der Magna Graecia.

## Regionalbezirke und Gemeinden
Die Region Westgriechenland gliedert sich in drei Regionalbezirke, die den Gebieten der ehemaligen Präfekturen der Region entsprechen. Proportional zu deren Einwohnerzahl entsenden sie eine bestimmte Anzahl Abgeordneter in den 45-köpfigen Regionalrat.
| Regionalbezirk     | Einwohner 2011 | Einwohner 2021 | Sitze | Gemeinden                                                                              |
| ------------------ | -------------- | -------------- | ----- | -------------------------------------------------------------------------------------- |
| Achaia             | 309.694        | 305.979        | 21    | Dytiki Achaia, Egialia, Erymanthos, Kalavryta, Patras                                  |
| Ätolien-Akarnanien | 210.802        | 192.345        | 13    | Agrinio, Aktio-Vonitsa, Amfilochia, Mesolongi, Nafpaktia, Thermo, Xiromero             |
| Elis               | 159.300        | 149.896        | 11    | Andritsena-Krestena, Archea Olymbia, Ilida, Andravida-Kyllini, Pinios, Pyrgos, Zacharo |
| Westgriechenland   | 679.796        | 648.220        | 45    |                                                                                        |

## Wirtschaft
Im Vergleich mit dem BIP der EU ausgedrückt in Kaufkraftstandards erreichte Westgriechenland 2006 einen Index von 59,8 (EU-27 = 100). Im Jahr 2017 betrug die Arbeitslosenquote 26,3 %. Die Arbeitslosenquote in Westgriechenland ist die zweithöchste unter den Regionen des Landes und eine der Höchsten innerhalb der Europäischen Union.